# Buxus citrifolia
Espèce
Statut de conservation UICN

 LC  : Préoccupation mineure
Buxus citrifolia est une espèce de plantes à fleurs de la famille des Buxaceae. On le trouve en Colombie, au Panama et au Venezuela. Cet arbuste intéressant n'est pas connu en Amérique centrale, il n'a été collecté et/ou signalé qu'à Cuba, Porto Rico et au Venezuela. Buxus citrifolia est presque éteint et a été placé sur la liste des espèces en danger.

## Description
L'arbuste hermaphrodite, qui possède les organes reproducteurs mâles et femelles chez le même individu, mesure 3-5 m de haut avec un diamètre à hauteur de poitrine de 5 cm. Les rameaux sont dépourvus de poils et quelque peu tétragonaux, tandis que les crêtes angulaires sont proéminentes. Les feuilles sont elliptiques à étroitement elliptiques-ovales et sont en forme de coin ou rondes à la base. Les feuilles mesurent 5-12 cm de long, 2-5 cm de large et sont sub-3-veinées à partir de la base, les 2 nerfs extérieurs formant les veines submarginales. Le pétiole est marginé et mesure 2-5 mm de long.
L'inflorescence complète d'une plante, comprenant les tiges, les pédoncules, les bractées et les fleurs, est courte, d'une longueur de 1-2 cm seulement, axillaire. Cymose, inflorescence définie, avec une seule fleur femelle terminale et plusieurs fleurs mâles latérales. La bractée, feuille modifiée, est triangulaire et longue de 1-2 mm. Pédicelles des fleurs mâles de 2-4 mm de long, les fleurs femelles sessiles. Les fleurs sont blanches et parfumées.
Le Buxus citrifolia a été considéré comme similaire à une autre espèce de la famille des Buxaceae, Buxus laevigata. B. citrifolia diffère par le fait que B. laevigata, originaire de Jamaïque , a des fruits et des fleurs plus petits. Par rapport à B. citrifolia, les feuilles elliptiques sont plus larges et présentent une nervation secondaire plus prononcée et des nervures latérales plus marginales. La plante de Martinique a également souvent été confondue avec B. citrifolia, mais la plante de Martinique a de longues cornes de capsule et des fleurs plus grandes que celles de B. citrifolia.

## Répartition
Ce taxon se rencontre dans les pays suivants : Colombie, Panama, Suriname, Venezuela.

## Liste des variétés
Selon GBIF (16 novembre 2024) :
- Buxus citrifolia var. citrifolia
- Buxus citrifolia var. fuscescens Müll.Arg.

## Systématique
Le nom correct complet (avec auteur) de ce taxon est Buxus citrifolia (Willd.) Spreng..
L'espèce a été initialement classée dans le genre Tricera sous le basionyme Tricera citrifolia Willd..
Buxus citrifolia a pour synonyme :
- Tricera citrifolia Willd.